# Ledwa Mahua
Ledwa Mahua – miasto w północnych Indiach w stanie Uttar Pradesh, na Nizinie Hindustańskiej.
Populacja miasta w 2001 roku wynosiła 11 524 mieszkańców.